# Джупітер-Айленд (Флорида)
Джупітер-Айленд (англ. Jupiter Island) — місто (англ. town) в США, в окрузі Мартін штату Флорида. Населення — 804 особи (2020).

## Географія
Джупітер-Айленд розташований за координатами 27°1′50″ пн. ш. 80°6′8″ зх. д. / 27.03056° пн. ш. 80.10222° зх. д. (27.030550, -80.102093).  За даними Бюро перепису населення США в 2010 році місто мало площу 9,31 км², з яких 6,97 км² — суходіл та 2,33 км² — водойми.

## Демографія
Згідно з переписом 2010 року, у місті мешкало 817 осіб у 429 домогосподарствах у складі 219 родин. Густота населення становила 88 осіб/км².  Було 762 помешкання (82/км²).
Расовий склад населення:
| - 94,4 % — білих - 2,6 % — азіатів - 2,2 % — чорних або афроамериканців - 0,2 % — корінних американців |

До двох чи більше рас належало 0,0 %. Частка іспаномовних становила 6,9 % від усіх жителів.
За віковим діапазоном населення розподілялося таким чином: 4,0 % — особи молодші 18 років, 48,4 % — особи у віці 18—64 років, 47,6 % — особи у віці 65 років та старші. Медіана віку мешканця становила 63,7 року. На 100 осіб жіночої статі у місті припадало 106,3 чоловіків;  на 100 жінок у віці від 18 років та старших — 103,6 чоловіків також старших 18 років.
За межею бідності перебувало 9,9 % осіб, у тому числі 47,8 % дітей у віці до 18 років та 2,6 % осіб у віці 65 років та старших.
Цивільне працевлаштоване населення становило 219 осіб. Основні галузі зайнятості: мистецтво, розваги та відпочинок — 23,7 %, науковці, спеціалісти, менеджери — 19,6 %, освіта, охорона здоров'я та соціальна допомога — 14,6 %, роздрібна торгівля — 13,7 %.